# Beate Böhlen
Beate Böhlen, auch Bea Böhlen, (* 29. November 1966 in Baden-Baden) ist eine deutsche Politikerin (Bündnis 90/Die Grünen). Sie war von 2011 bis 2019 Abgeordnete im Landtag von Baden-Württemberg. Seit November 2019 ist sie Bürgerbeauftragte des Landes Baden-Württemberg.

## Ausbildung und Beruf
Beate Böhlen absolvierte an der Elly-Heuss-Knapp-Schule in Bühl eine Ausbildung zur Erzieherin und war einige Jahre in Baden-Baden in ihrem Beruf tätig. Anschließend studierte sie an der Katholischen Hochschule Freiburg Sozialarbeit.

## Politische Tätigkeit
Ihrer Partei gehört Beate Böhlen seit 1995 an. Von 1999 bis 2004 war sie Vorsitzende des Ortsverbands Baden-Baden und von 2001 bis 2003 Vorsitzende des Kreisverbands Rastatt/Baden-Baden. Von 2004 bis 2019 hatte sie ein Mandat im Gemeinderat von Baden-Baden inne und war dort von 2007 bis 2019 auch Fraktionsvorsitzende. Bei der Landtagswahl in Baden-Württemberg 2011 wurde sie mit dem Zweitmandat im Landtagswahlkreis Baden-Baden in den Landtag gewählt. Von November 2011 bis Oktober 2019 war sie dort Vorsitzende des Petitionsausschusses. Am 9. Oktober 2019 wurde sie vom Landtag als Nachfolgerin von Volker Schindler zur Bürgerbeauftragten des Landes Baden-Württemberg gewählt. Dieses Amt trat sie zum 1. November 2019 an. Im Zuge dessen legte sie ihr Landtagsmandat nieder. Für sie rückte Hans-Peter Behrens nach.
Am 14. März 2022 kündigte sie an, beim zweiten Wahlgang der Oberbürgermeisterwahl in Baden-Baden anzutreten, zog ihre Kandidatur jedoch bereits einen Tag später wieder zurück.

## Familie und Privates
Beate Böhlen ist verheiratet und hat zwei Kinder.